# テラデータ
テラデータ（Teradata Corporation, NYSE:TDC）は、データ分析などの製品および関連サービスを販売している国際的なコンピュータ企業。同社の製品は、異なるソースからのデータを統合して分析に利用できるように考えられている。本社はアメリカ合衆国カリフォルニア州のサンディエゴ。

## 会社概要
テラデータは、同名のデータベース管理システム（RDBMS）を開発・販売している、企業向けソフトウェア企業である。ニューヨーク証券取引所に上場しており、ティッカーシンボルは「TDC」
同社の製品はデータウェアハウス関連のものが中心であり、それらは シェアード・ナッシング・アーキテクチャと呼ばれるアーキテクチャを利用しており、 サーバの増設により扱えるデータ量を増やすことができる。データベースのソフトウェアは、それらを利用して分散処理を行なう。 2010年には、非構造化データの分析に加えてテキストマイニングの機能を追加した。
同社の製品はビジネス分野での様々なデータ分析に対応しており、特にデータウェアハウスは企業の売上や顧客の好み、商品の配置等の様々な分析に利用されている。
また、同社では少数民族や女性、老人などが運営する小規模ビジネスのためのサービスも提供している。
2013年には、Ethisphere Instituteにより、「世界で最も倫理的な企業」の一つに選ばれた。

## 沿革
- 1976年–1979年: テラデータの構想は、カリフォルニア工科大学とシティバンクの先進技術グループの研究から発展した。
- 1979年: ジャック・E・シュメル、フィリップ・M・ネチェス、ウォルター・E・ミューア、ジェロルド・R・モード、ウィリアム・P・ワース、キャロル・リードによってカリフォルニア州ブレントウッドで法人を設立。
- 1984年: 世界初の並列データウェアハウスをリリース。[9]
- 1991年11月: NCRがAT&Tに買収され、傘下に入る。[10]
- 1991年12月: NCRがテラデータの買収を発表。[11][12]
- 1992年: 世界初のデータ容量が1テラバイトを超えるシステムを開発し、ウォルマートで使用。[13]
- 1996年: テラデータのデータベースが11テラバイトで世界最大容量のデータベースとなる。
- 1997年: NCRがAT&Tから独立。[10]
- 1999年: テラデータの顧客のデータベースがデータ量130テラバイトで世界一となる。
- 2000年: NCRがセレス・インテグレーテッド・ソリューションを、そのCRMシステムとともに買収。[14]
- 2000年: NCRがスターリング・ダグラスグループを、そのDCM（デマンドチェーンマネジメント（英語版））システムとともに買収。[15]
- 2007年: NCRがテラデータを分社化。[16]
- 2007年: マイク・ケーラーがCEOに就任。[17]
- 2008年: Claraview社を買収し、社内の一部門とする。[18]
- 2011年: Aprimo社を買収。[19]
- 2012年: Eメールによるダイレクトマーケティングを手掛けるeCircle社を買収。[20]
- 2014年: ビッグデータの管理システムやHadapt、Apache Hadoopなどを扱うRevelytix社を買収。[21] and Think Big Analytics, a Big Data services firm specialized in Hadoop.[22]
- 2014年: オンラインでビッグデータをHadoopに記録するシステムを手掛けるRainStor社を買収。[23]
- 2015年: モバイルマーケティングのSaaSを手掛けるAppoxxee社を買収。[24]
- 2015年: オランダでDMP（Data management platform）を手掛けるFLXone社を買収。[25]
- 2015年: 事業変革の見直しを発表。
- 2015年: Amazon Web Services上でデータウェアハウスの提供。
- 2016年: ビクター・L・ランドがCEOに就任。[26]
- 2016年: マーケティングアプリケーション部門を売却。[27]
- 2017年: AWSに加えてMicrosoft Cloud platform上で稼働する『Teradata Database on Microsoft Azure』を提供。
- 2021年: AWS, Azure に加えて Google Cloud Plantform 上で稼働する『Teradata Vantage™ on Google Cloud』を提供。

## 製品技術

### データウェアハウス
テラデータのデータウェアハウスは、テラデータのデータベースの基盤となるもので、管理ツールとデータマイニングツールが用意されている。
そして、データを「ホットとコールド」に分類し、処理速度が遅い記憶媒体に使用頻度が低いデータを記録する仕組みになっている。
Teradata Database 13.10は、データを格納し、処理するためのデータベースソフトとして2010年に発表された。
Teradata Database 14は、2011年に13.10のアップグレードとして販売され、同時に複数のデータウェアハウスの処理が実行できる。 
これには列指向データベース管理システムの分析機能が含まれる。
データウェアハウス内に常駐してデータ分析を行なうツールのセット「Teradata Integrated Analytics」も用意されている。

### アスタープラットフォーム
アスターデータシステムから取得した分析技術。

### バックアップ、アーカイブ、リストア
「BAR」は、テラデータのバックアップとリストアのシステム。
ディザスタリカバリのソリューションとして、データリカバリ、アーカイブのための
自動化ツールが用意され、顧客データは、オフサイトリカバリセンタに格納することが可能。

### クエリグリッド
Teradata databaseにはクエリグレッドと呼ばれる機能が含まれ、 ユーザがローカルのエンタープライズ・データウェアハウスで操作するのと同様に、標準のSQLクエリで外部データベースからデータを取得することができる。可能な限りデータ移動は並行で行なわれるため、外部データソースの場合のパフォーマンス悪化を防いでいる。ただし、これはまだ試験的なものであるため、通常のTeradata databaseのパフォーマンスには大きく劣る。
現在サポートされている外部データソースは、Aster、Presto、Teradata database、Apache Hive、Oracle Databaseなどである。

### プラットフォームファミリ
プラットフォームファミリは、データウェアハウス、Teradata database、分析ツールを含むセットであり、サイズも小さく、同社の他製品より安価で販売されている。

### 買収
| 買収年月日                 | 企業名                 | 買収価格 （百万米ドル） | 主要事業領域                               | 備考          |
| -------------------------- | ---------------------- | ----------------------- | ------------------------------------------ | ------------- |
| 2016年7月25日              | Big Data Partnership   |                         | ビッグデータ分析サービス                   | [ 37 ]        |
| 2014年12月17日             | RainStor               |                         | ビッグデータ、データアーカイブ             | [ 23 ]        |
| 2014年8月28日              | Think Big Analytics    |                         | ビッグデータ分析サービス                   | [ 22 ]        |
| 2014年7月17日              | Hadapt                 | 50                      | ビッグデータ、SQL-on-Hadoop                | [ 38 ]        |
| 2014年7月16日              | Revelytix              |                         | ビッグデータ、メタデータ                   | [ 38 ]        |
| 2012年5月2日               | eCircle                |                         | マーケティングツール                       |               |
| 2011年3月3日               | Aster Data Systems     | 263                     | MapReduce、ビッグデータ                    | [ 39 ] [ 40 ] |
| 2010年12月22日             | Aprimo                 | 550                     | マーケティングツール                       | [ 41 ] [ 42 ] |
| 2010年8月10日              | Kickfire               |                         | ハードウェアデータベースアクセラレーション | [ 43 ]        |
| 2008年3月20日              | Claraview              |                         |                                            | [ 44 ]        |
| 2005年11月30日 （NCR傘下） | DecisionPoint          |                         | データの供給と統合                         | [ 45 ]        |
| 2000年7月14日 （NCR傘下）  | Stirling Douglas Group |                         | DMD（Demand chain management）             | [ 15 ]        |

## サービス
コンサルティングサポート部門は、データウェアハウスやAster、マーケティング、分析などのアプリケーションの実装までをサポートを行なう。同部門は3,000人以上のコンサルタントを5つのコンサルティング・ディベロップメントセンターに配置し、データ取得、統合、ビジネスインテリジェンス、ビッグデータ、品質管理、その他データベースのサポートなどを行なっている。また、テラデータ・カスタマーサービスは、ユーザのハードウェアやソフトウェアの問題をサポートする。

## ビジネスパートナー
以下は同社のビジネスパートナーの一部である。
- Attunity[46]
- Capgemini
- Cloudera
- Cognizant
- Tata Consultancy Services（TCS）
- IBM
- Informatica: dual load[47]
- Intel
- Kalido: Teradata and Kalido Accelerate product[48]
- MapR
- Microsoft
- MicroStrategy: joint business intelligence products[49][50]
- NetApp
- Oracle Database
- SAP: Netweaver data warehouse[51]
- SAS
- Symantec
- Tableau Software: interactive data visualization products focused on business intelligence
- TIBCO Software
- WhereScape: data warehouse development and management tools[52]

### テラデータ・パートナーズカンファレンス
テラデータでは毎年、「テラデータ・パートナーズカンファレンス」というユーザグループ会議や展示会を開催し、基調講演や教育セッションなどを行なっている。 
これらは1985年から開催されており、 
技術とビジネスのトピックや新製品に関する発表なども行なわれる。

## ビッグデータ
テラデータは2010年から、ビッグデータに力を入れ始めた。CTOのスティーブン・ブロブストは、ソーシャルメディアのような新しいメディアによってビッグデータはさらに広がるとしている。 
オンラインで収集された半構造化および非構造化データの増加により2011年、同社はペタバイトレベルのデータを扱う「ペタバイトクラブ」の一員になった。
ビッグデータの広がりは、多くの伝統的なデータウェアハウス企業に製品や技術の向上をもたらした。 
同社ではビッグデータの推進のため、2011年、Aster Data Systems社が持つMapReduceの機能および半構造化データを保存して分析する技術の獲得のため、同社を買収した。

## 競合する製品
競合する製品としては、Oracle Database、IBM Db2、Microsoft SQL Server、SAP IQといったRDBMS、Netezza（2010年11月にIBMが買収）、DATAllegro（2008年8月にマイクロソフトが買収）、ParAccel、Pivotal Greenplum Database、Vertica Systems（2011年2月にHPが買収）といったデータウェアハウスベンダー、およびデータウェアハウスパッケージのSAP BW、Kalidoなどが挙げられる。
また、Hadoopをベースとしたオープンソースのものとも競合するとされている。